# Северное Патагонское ледниковое плато
Се́верное Патаго́нское леднико́вое плато́ (исп. Campo de hielo Patagónico Norte) — горно-покровный ледниковый комплекс в Патагонских Кордильерах (Чили), между 46°31′—47°35′ южной широты и 73—74° западной долготы.
Протяжённость плато с севера на юг составляет 130 км при ширине 45—75 км. Площадь составляет около 7600 км². Преобладающие высоты ледниковой поверхности — от 1000 до 1500 м, максимальная высота — 3978 м. Фирновая линия располагается на высоте 1250 м на западном склоне и 1350 м — на восточном.
Распространены выводные ледники, многие из которых заканчиваются в озёрах. Крупнейшие из них: Сан-Рафаэль, Сан-Тадео, Бенито (текут на запад); Стеффан (на юг); Неф и Колониа (на восток).